# Colegio y Liceo Alemán de Montevideo
El Colegio y Liceo Alemán de Montevideo (alemán: Deutsche Schule Montevideo) es un colegio privado de Uruguay. Es considerado el colegio alemán más antiguo de Sudamérica y el segundo más antiguo del mundo. 

## Historia

Primer edificio del Colegio Alemán en el barrio del Cordón.

Fue fundado por la Congregación Evangélica Luterana Alemana el 3 de septiembre de 1857como Gemeindeschule der Deutschen Evangelischen Gemeinde Montevideo. Se ubicaba en la calle Pérez Castellano N°108 y su primer director fue el pastor Otto Woysch. 2 años después la sede cambia a la calle Washington N°82 y 3 años después pasa a la calle Sarandi N°131.
En el año 1868 el colegio es declarado independiente de la iglesia y se conforma una Comisión Directiva.
Para 1894 el colegio contaba con 94 alumnos, educados por maestros formados en Alemania. El año siguiente se inaugura la sede en la calle San José esquina Río Branco con 156 alumnos, 110 varones y 46 niñas.
El 26 de enero de 1913 se inaugura la nueva sede en el edificio ubicado en la calle Soriano esquina Minas.
Para 1929 el colegio contaba con 311 alumnos desde Kindergarten hasta 9°clase. También comenzaron con una división entre alumnos de lengua materna alemana y lengua materna castellana.
En 1924 el colegio pasa a llamarse «Colegio Alemán Hindemburg» en honor al expresidente alemán Oscar von Hindenburg.  
En los años cincuenta, como continuador del viejo colegio alemán, abrió sus puertas un nuevo colegio alemán, el cual se ubicó en el barrio de Pocitos, en la calle Avenida Brasil. Mientras tanto, ese año se colocaba la piedra fundamental en la calle Soca y en noviembre se habilitaba el nuevo edificio en dicha calle.
En el año 2007 al celebrarse el sesquicentenario de su creación, la Administración Nacional de Correos mediante el Correo uruguayo emitió un sello conmemorativo.

## Actualidad
Cuenta con educación inicial, escuela primaria y enseñanza secundaria. En la actualidad asisten un aproximado de 1600 alumnos. Dispone de 138 docentes, de los cuales 35 proceden de Alemania. Los alumnos pueden concluir su escolaridad aprobando el Bachillerato uruguayo y, desde 2004, el Bachillerato Bicultural alemán (Abitur).
Siempre se ha destacado por sus actividades deportivas; cuenta con un moderno gimnasio, uno de los mejores de Uruguay. Su equipo de handball ha sido varias veces campeón.

## Organización y administración
Es Administrado por la Sociedad Escolar Alemana de Montevideo y cuenta con el apoyo institucional y financiero de la Central Alemana de Colegios Alemanes en el Extranjero (ZfA), integrando el programa de Auslandsschulen.
En la actualidad, el director general es Ingo Straub, que integra una comisión integrada por el subdirector, el director de secundaria, Mag. Prof. Lic. Juan Carlos Noya y las directoras de Primaria Stephanie Achatz y Sandra Souto.

### Deutsches Internationales Abitur
En este liceo existe la posibilidad de rendir el Abitur, es decir el diploma alemán de egreso del liceo. Al egresar, los alumnos poseen el egreso del bachillerato de Uruguay, así como también el alemán. Se trata de un programa bicultural, en el que se dictan gran parte de las materias en el idioma alemán. Se espera, asimismo, un gran desempeño en el inglés. Es un bachillerato desafiante, para el que se requieren habilidades notables en el manejo de los idiomas, así como en las materias científicas.

### Intercambio
El intercambio estudiantil se realiza en las vacaciones de verano entre cuarto y quinto año de liceo. El viaje consiste en vivir dos meses en Alemania, en los que los estudiantes acuden al liceo en Alemania. Los destinos en Alemania son, a modo de ejemplo, Munich, Colonia (Alemania), Frankfurt y Hamburgo.
Al llegar a Alemania los alumnos permanecen una semana juntos en la que visitan atracciones turísticas en distintos puntos de Alemania, para luego ser divididos en pequeños grupos por pueblos y ciudades en toda Alemania, en los que deberán vivir con un estudiante alemán, que aprende idioma español. Este viajará más tarde a Montevideo, a donde acudirá también al Colegio y Liceo Alemán.
El cupo máximo de participantes varía cada año dependiendo de factores como el número de interesados, o el tamaño de la generación, sin embargo suele oscilar entre las 40 personas. El costo del viaje debe ser financiado por cada familia.

## Antiguos alumnos
- Jorge Batlle (1927-2016), político, presidente de la República del Uruguay de 2000 a 2005.
- Mario Benedetti (1920-2009), escritor.
- Gonzalo Fernández (* 1952), político.
- Fernando Fastoso (* hacia 1975), economista y profesor universitario.
- Gastón Gelos (* 1969), economista.
- Gary Kagelmacher (* 1988), jugador de fútbol.
- Antonio Lussich (1848-1928), político, botánico y escritor.
- Sebastián Sagasti Trias (* 2000), jugador de balonmano.

## Reconocimiento
El Colegio Alemán fue reconocido por su excelencia académica en el exterior en 2019.